# Круглоязикова жаба тіренська
Круглоязикова жаба тіренська, строката жаба тіренська,  (Discoglossus sardus) — вид жаб родини повитухових (Alytidae). Один із 5 видів роду. Поширений на Сардинії, Корсиці та ряді менших середземноморських островів. Вид занесений до Бернської конвенції та інших природоохоронних документів.

## Етимологія
Назва на інших мовах: Tyrrhenian Painted Frog (англ., дослівно «тірренська розмальована жаба»); discoglosse sarde (фр., дослівно «дискоглосс сардинський»); discoglosso sardo (італ., дослівно «дискоглосс сардинський»); сардинская  дискоязычная  лягушка (рос.).

## Опис
Жаба завдовжки 7-8 см. Має тонке тіло з трикутною головою, широкою і короткою і не дуже відмінною від тулуба. Очі стирчать і видно зіницю у формі серця. Шкіра гладка і жирна, усипана рідкісними круглими цяточками і крапками. Самець має м'ясисті розширення задніх пальців (шлюбні мозолі) протягом періоду розмноження і позбавлений голосових мішків.
Вид можна сплутати із зеленою ропухою (Bufotes viridis), від якої його відрізняють зіниця у формі серця (зелена ропуха має горизонтальну зіницю) та коротші задні кінцівки.

## Поширення
Вид поширений на середземноморських островах Сардинія і Корсика, та низці менших островів у Тірренському морі, (Капрера, Ла-Маддалена, Спарджі, Сан-П'єтро, Асінара, острови Монтекрісто і Джильо, а також острови Пор-Кро і Леван біля узбережжя Франції). З Корсики завезений до континентальної Франції, де трапляється в одній місцевості у департаменті Буш-дю-Рон (Прованс). Мешкає на висотах від рівня моря до 1770 м н. р. м. (в Сардинії).

## Охорона
Стан більшості природних популяцій виду в межах ареалу залишається більш-менш стабільним, за що він, згідно з Червоним списком МСОП, отримав охоронний статус «відносно благополучний вид». Але потенційна небезпека для цього виду полягає в його ізольованому острівному поширенні. Тому, круглоязикова жаба тіренська занесена до Додатку ІІ Бернської конвенції (охоронна категорія: вид підлягає особливій охороні), Директиви Європейського Союзу 92/43/ЄС «Про збереження природних оселищ та видів природної фауни і флори» (Додаток ІІ. Види рослин і тварин, що становлять особливий інтерес для Європейського Союзу, збереження яких потребує територій особливої охорони. Додаток IV. Види рослин і тварин, що становлять особливий інтерес для Європейського Союзу, які потребують суворих заходів охорони), а також до Національного Червоного списку Італії.
Як елемент біорізноманіття амфібія охороняється на кількох місцевих природоохоронних територіях. Для збереження виду потрібні кращий захист існуючих придатних водних середовищ існування та постійний моніторинг за станом популяції.